# NGC 6674
NGC 6674 é uma galáxia espiral barrada (SBb) localizada na direcção da constelação de Hercules. Possui uma declinação de +25° 22' 28" e uma ascensão recta de 18 horas, 38 minutos e 33,9 segundos.
A galáxia NGC 6674 foi descoberta em 6 de Junho de 1864 por Albert Marth.